# Феликс Сердикийски
Феликс Сердикийски е източноримски християнски духовник, епископ на Сердика около 594 година.
Единственото сведение за него е писмо на папа Григорий I, в което той го обвинява в неподчинение към висшестоящия му архиепископ на Юстиниана Прима, в частност в отказа на Феликс да приподписва декрети на архиепископа.